# Svartnavling
Svartnavling (Myxomphalia maura) är en svampart som först beskrevs av Elias Fries, och fick sitt nu gällande namn av Hora 1960. Enligt Catalogue of Life ingår Svartnavling i släktet Myxomphalia,  och familjen Tricholomataceae, men enligt Dyntaxa är tillhörigheten istället släktet Myxomphalia,  och familjen Porotheleaceae. Arten är reproducerande i Sverige. Inga underarter finns listade i Catalogue of Life.

## Bildgalleri

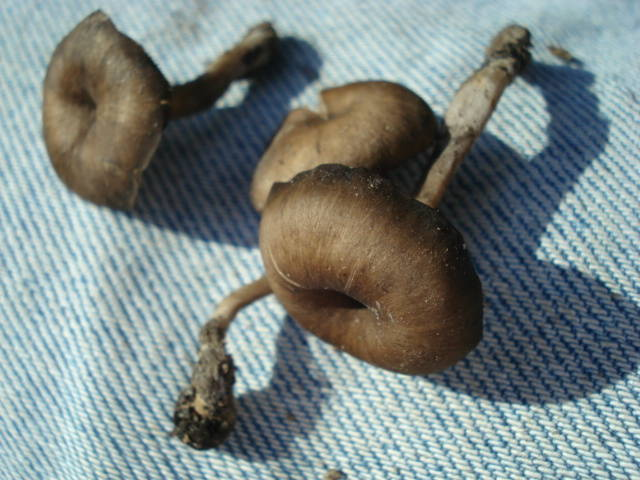